# NGC 5088
NGC 5088 é uma galáxia espiral na direção da constelação de Virgo. O objeto foi descoberto pelo astrônomo William Parsons em 1855, usando um telescópio refletor com abertura de 72 polegadas. Devido a sua moderada magnitude aparente (+12,6), é visível apenas com telescópios amadores ou com equipamentos superiores. 